# 250纳米制程
250纳米制程，又稱0.25微米製程，是半导体制造制程的一个水平，大约于1997年至1998年左右达成。 这一制程由当时领先的半导体公司如英特尔和IBM所完成。

## 具有250纳米制程的产品
- DEC Alpha 21264A
- AMD K6-2
- 英特尔Pentium II Deschutes
- 英特尔Pentium III Katmai
- Dreamcast遊戲機的CPU和GPU
- 最初PlayStation 2的Emotion Engine（英语：Emotion Engine） CPU
- NVIDIA RIVA TNT2，NVIDIA設計的顯示晶片